# Air Comet
Air Comet, ursprünglich Air Plus Comet, war eine spanische Linien- und Charterfluggesellschaft mit Sitz in Madrid und ein Tochterunternehmen der Grupo Marsans. Am 22. Dezember 2009 stellte sie den Flugbetrieb auf Grund finanzieller Probleme ein.

## Geschichte
Air Comet Plus wurde 1996 gegründet und nahm 1997 den Flugbetrieb auf. In den ersten Jahren führte die Fluggesellschaft nur Charterflüge und Subcharterdienste durch für zahlreiche renommierte Fluggesellschaften wie Air France, Egypt Air, Qantas Airways und Hapag-Lloyd Flug. 2007 wurde die Fluggesellschaft in Air Comet umbenannt und übernahm die Flugziele sowie 52 % der Mitarbeiter der insolventen Air Madrid. 
An dem Unternehmen Air Comet war neben der Touristikgruppe Viajes Marsans auch der Präsident der spanischen Arbeitgebervereinigung Gerardo Díaz Ferrán beteiligt. 
Am 11. Oktober 2007 gab die Grupo Marsans eine Absichtserklärung über den Kauf von 61 Flugzeugen von Airbus bekannt (zehn A350-900, vier A380-800, fünf A330-200 und 42 Maschinen der Airbus-A320-Familie), Wie viele davon für Air Comet bestimmt waren, ist unbekannt. Die spanische Fluggesellschaft war auf einem Expansionskurs und wollte in Kürze neue Ziele anfliegen. Ab August 2008 wurden die ersten neuen Flugzeuge vom Typ A330-200 in die Flotte eingereiht. Bis Ende 2009 sollte die Flottenerneuerung abgeschlossen sein.
Ab 2009 geriet Air Comet in finanzielle Probleme. Es kam beispielsweise zu Flugstreichungen und ab April 2009 erhielten Mitarbeiter ihre Bezahlung verspätet oder gar nicht. Am 22. Dezember 2009 wurde die Fluggesellschaft schließlich mit sofortiger Wirkung gegroundet, da ein Kredit nicht mehr abbezahlt werden konnte und ein Gericht daher die Pfändung aller Flugzeuge anordnete. Die Gesellschaft strebte ein Insolvenzverfahren an, die Belegschaft wurde in der Folge entlassen. Zwischenzeitlich hatte das spanische Verkehrsministerium auch die Fluglizenz der Gesellschaft eingezogen.

## Flugziele
Air Comet flog im Liniendienst nur Ziele in Süd- und Mittelamerika, einschließlich der Karibik, an. Ziele waren unter anderem Buenos Aires und Bogotá. Ein Linienziel in Europa existierte zuletzt nicht. Im Charterflug wurden auch andere Flugziele auf anderen Kontinenten bedient.
Air Comet arbeitete darüber hinaus mit weiteren Gesellschaften wie beispielsweise Air Europa, AeroSur, Aerolineas Argentinas, AeroRepública, Air One, El Al und Spanair zusammen.

## Flotte

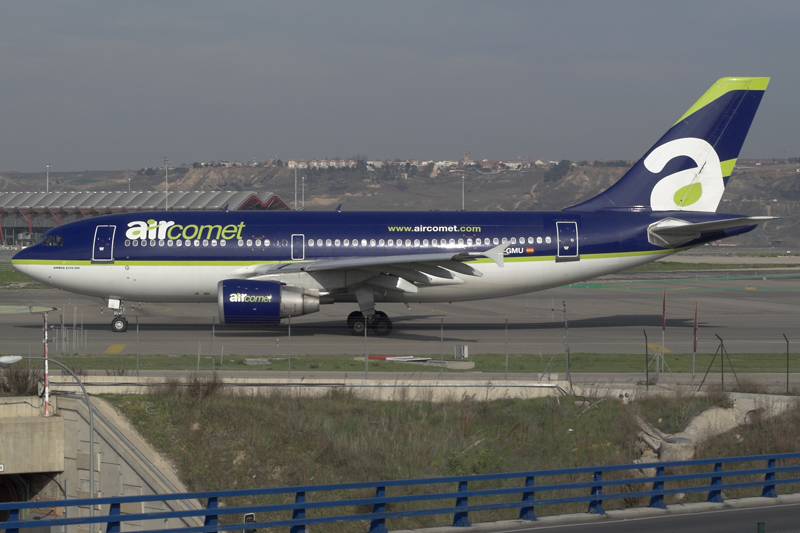
Ein Airbus A310-300 der Air Comet

Mit Stand August 2009 bestand die Flotte der Air Comet aus acht Flugzeugen:
- 2 Airbus A320-200
- 4 Airbus A330-200
- 2 Airbus A340-300

Bestellungen
- 2 Airbus A330-200

Die Flotte von Air Comet wurde während 2008 und 2009 vollständig erneuert. Zudem sollte die Flottengröße von 12 Flugzeugen auf 20 Flugzeuge im Jahre 2010 erweitert werden. Ziel war es, eine Langstreckenflotte mit dem Typ Airbus A330-200 zu gestalten. Im August 2008 wurde der erste neue A330-200 in die Flotte integriert, im November und Dezember 2008 der zweite und der dritte von geplanten 17.